# Supernova (группа)
Cho Shin Sung (кор. 초신성, кит. 超新星, яп. 超新星 Chōshinsei, «Supernova») это южнокорейский бойзбенд, сформированный агентством Mnet Media. Получил широкую популярность не только в Южной Корее, но и в Японии, Таиланде и вообще в восточной Азии, набирая обороты с самого своего дебюта.

## 2006: Предебют
До того как стать Choshinsung, в группе было 5 участников и называлась GM5. Первоначальный состав группы: Park Geonil , Kim Sung Je , Kim Gwangsu , Song Jihyuk , Han Ji Hoo. Но в декабре 2006 года произошли изменения: Jung Jae Hoon был заменен на Jung Yoonhak and Kim Jinchul (Jinon of F.Cuz). Они выступили на концерте BIG4 под названием GM6. В декабре 2006 года до их дебюта, Kim Jinchul был заменен на Yoon Sungmo.
Они известны как участники съемок музыкальных видео таких групп, как Seeya`s и F.T. Island. Они также, приняли участие в шоу Mnet`s M!Pick сезон 6.

## 2007-2008: Дебют

### 2007
21 сентября 2007 года группа дебютирует под названием Choshinsung (초신성) в составе 6-и человек: Jung Yoonhak, Kim Sungje, Kim Kwangsoo, Yoon Sungmo, Song Jihyuk, Park Geonil. Они исполняют песню «HIT» на KBS Music Bank. Соответствуя названию своей группы, эти 6 парней готовых взорвать аудитории и залы, развлекая и показывая свои таланты певцов, танцоров и актеров. Секрет их уверенности в себе — два с половиной года упорных занятий вокалом и танцами. Чтобы выделить себя из числа остальных мальчишеских групп, они делают акцент на мужскую привлекательность. Они известны как участники съемок музыкальных видео таких групп, как Seeya`s и F.T. Island. Они также, приняли участие в шоу Mnet`s M!Pick сезон 6.
Supernova были выдвинуты на Best Male Newface Group & Artist of the Year (Лучшее Новое Мужское лицо Группы и Артист года) в MKMF 2007.

### 2008
24 июля 2008, группа посетила Таиланд для участия в шоу и других событиях в течение своего первого официального визита.

## 2009-2012

### 2009
14 сентября, Choshinsung совместно с T-ara выпускают цифровой сингл «T.T.L. (Time To Love)». Участвовали в этом проекте только члены: GeonIl, GwangSu и JiHyuk, от группы T-ara`s SoYeon, HyoMin, EunJung и JiYeon. В течение сентября, сингл активно продвигался на различных музыкальных шоу. Повторная версия сингла «T.T.L. Listen 2», была показана 9 октября MV с участием всех членов обеих групп. Даже тот факт, что остальная часть членов (обеих групп) не принимала участия в продвижении сингла, все 12 участвовали в октябрьском показе. Choshinsung сделали свой японский дебют в сентябре выпустив три одиночных сингла за три недели: «Kimidake wo Zutto», «Hikari», and «Superstar ~Reborn~». Первые два сингла — новинки, в то время как "Суперзвезда ~Reborn ~ «является японским ремиксом их корейского сингла „Superstar“. 21 октября Они выпустили их первый японский альбом под названием Hana.

### 2010
Choshinsung выпустили свой четвёртый японский сингл, „Last Kiss“, в январе 2010. Вторая сторона сингла»??" (Ai Uta) в исполнении японской хип-хоп группой GReeeN с одноименным названием.
Они были приглашены в качестве гостей для участия в концерте в Бангкоке, Таиланде.
Choshinsung вернулись в Кореюas для показа своего mv тизера для «On Days That I Missed You» 12 августа 2010. Несколько дней спустя они выпускают 1 мини-альбом"Time to Shine" 17 августа 2010. Наконец на следующий день, 18 августа 2010 года они показали полное видео «On Days That I Missed You (?????)».
Позже «Сияющая звезда» вернулась к японской поп-индустрии. 21 декабря 2010 они выступают с концертом «Choshinsei Show 2010» в Yokohama Arena собрав примерно 13.000 фанатов своего творчества.
В конце 2010, все члены (кроме Yoonhak, поскольку он был занят, съемками в «Love Kimchi»), снялись для новой медицинской драмы SBS «SIGN», Geonil играет"Со Юн Хюнга" лидера популярной группы, «VOICE», кого убивают в течение концерта группы.

### 2011
В начале 2011, каждый член, сосредоточился больше на индивидуальной деятельности как в Корее так и в Японии. Sungje участвовал в мюзикле «Really Really Like You». Kwangsoo снимался в дораме «Real School». Лидер Yoonhak снимался в японской дораме «Love Kimchi». Он также прошел кастинг в корейский музыкальный фильм «Finding Kim Jong Wook». В то время как Kwangsoo и Jihyuk стали ведущими в «K-Pop Zone» MC, переданную японскому каналу MNet.
25 октября лидер Yoonhak ушел в армию на 1,5 года. Остальные участники активно заняты в дорамах и мюзиклах: Sungmo — мюзикл «Goong — Love in palace», Geonile — дорама «Amore mio», JiHyuk — дорама «The bachelor’s vegetable shop».
12.01.2012
«26th Golden Disk Awards» Парни взяли награду в номинации «Hallyu wave icon award».
Несмотря на уход лидера в армию, парни все так же активны: Geonil и JiHyuk продолжают съёмки в дорамах, Sungmo утверждают на роль в мюзикле «Roly Poly», а SungJe и Kwangsu снимутся в дораме «Twelve Men in a year».
Парни продолжают вести передачу 超韓ON! и «Учим корейский с CSS»

### 2012
В начале года выходит дорама «Twelve Men in a year» с SungJe и Kwangsu в главных ролях.
После долгой подготовки, 16 апреля, Supernova, в обновленном составе (Sungje, Kwangsoo, Sungmo, Jihyuk, Geonil) презентовали клип для своего нового сингла «Stupid Love». В клипе появляется Кан Мин Гён из известной корейской группы Davichi. 19 апреля состоялся долгожданный comeback группы в Корее, он ознаменовался выходом мини-альбома c одноимённым названием «Stupid Love». В это же время выходит японско-корейская дорама «Rainbow Rose», одну из главных ролей в которой играет Geonil.
23 мая состоялся долгожданный релиз сингла Stupid Love/COME BACK TO ME в Японии. Так же, ребята продолжают вести передачу 超韓ON! и «Учим корейский с CSS». 25 июля состоялся концерт PURE LOVE в Японии. Так же, в июле проходят съемки клипа на песню «She’s GONE», релиз которого вместе с одноименным синглом состоялся в Корее 10 августа. Японская версия сингла была выпущена 29 августа. В сентябре Сонмо участвует в мюзикле Goong (Дворец), Кониль снимается в дораме Haeundae Lovers (Любовники из Хуэндэ). 19 сентября состоялся релиз 5-го японского альбома «GO FOR IT!».=

## Члены группы
- Юнхак (Yunhak, настоящее имя Чон Юн Хак (кор. 정윤학,) род. 2 декабря 1984 года) — лидер, суб-вокалист.
- Сондже (Sungje, настоящее имя Ким Сон Дже (кор. 김성제), род. 17 ноября 1986 года) — главный вокалист, хореограф.
- Квансу (Kwangsu, настоящее имя Ким Кван Су (кор. 김광수), род. 22 апреля 1987 года) — рэпер.
- Джихёк (Jihyuk, настоящее имя Сон Хён Ён (кор. 송현영), род. 13 июля 1987 года) — суб-вокалист.
- Гониль (Geonil, настоящее имя Пак Гон Иль (кор. 박건일), род. 5 ноября 1987 года) — главный рэпер.
- Сонмо (Sungmo, настоящее имя Юн Сон Мо (кор. 윤성모), род. 15 июня 1987 года) — ведущий вокалист.[1]

## Дискография

### Корейские
- The Beautiful Stardust (2007)

### Мини-альбомы
- Time To Shine (2010)

### Японские
- Hana (2009)
- Six Stars (★★★★★★) (2010)
- Hop Step Jumping! (2010)
- 4U (2011)
- Go for It! (2012)
- Six (2013)
- 7iro (2015)
- Paparazzi (2019)

## Награды
| Год  | Награда                                                                                   |
| ---- | ----------------------------------------------------------------------------------------- |
| 2009 | - Cyworld Digital Music Awards: Ting’s Choice Artist award <TTL>                          |
| 2011 | - 1st KOMCA Music Award : Hallyu Music Award - 26th Golden Disk Awards: Hallyu Icon Award |